# Henry Kuttner
Henry Kuttner (Los Angeles, Kalifornia, 1915. április 7. – Los Angeles, 1958. február 4.) amerikai sci-fi, fantasy és horror szerző. Az amerikai science fiction aranykorának nagy klasszikusa.

## Munkássága
1936-ban kezdett publikálni. Számos novellát és regényt írt, egy részét a feleségével közösen. Az író munkásságát a klasszikus sci-fi cselekménymotívumok (időutazás, űrrepülések, robotok, telepátia) felhasználása és azok eredeti irodalmi fejlesztései jellemzik.
Élete utolsó éveit doktori disszertációjának elkészítésével töltötte, 1958-ban szívrohamban halt meg.

### Regények
- The Creature from Beyond Infinity (1940)
- Earth's Last Citadel (1943)
- The Portal in the Picture (1946)
- The Dark World (1946)
- Valley of the Flame (1946)
- The Fairy Chessmen (1946)
- The Time Axis (1948)
- Fury (1950)
- The Well of the Worlds (1952)
- Mutant (1953)

### Novellák (válogatás)
- The Graveyard Rats (1936)
- The Secret of Kralitz (1936)
- The Eater of Souls (1937)
- The Salem Horror (1937)
- Tony Quade stories
  - Hollywood on the Moon(1938)
  - Doom World (1938)
  - The Star Parade(1938)
- The Invaders (1939)
- Bells of Horror (1939)
- The Hunt (1939)
- Dr. Cyclops (1940)
- The Eyes of Thar (1940) (Planet Stories)

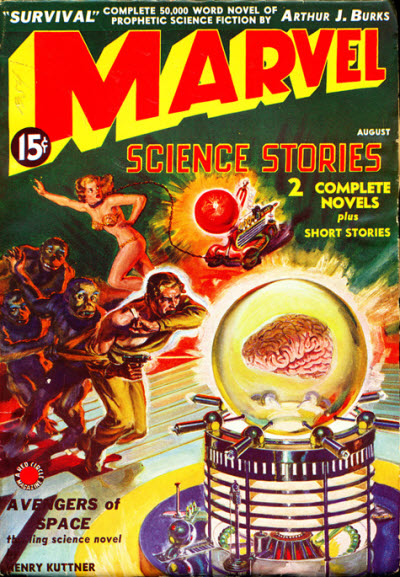
Az Avengers of Space című alkotása a Marvel Science Stories debütáló számának borítóján 1938-ban
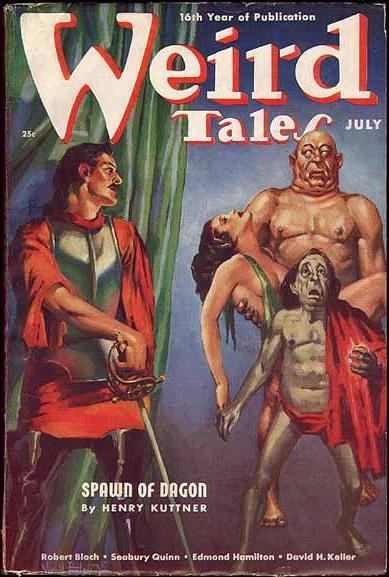
A Spawn of Dagon című története, amely az Atlantisz Elak című sorozatába tartozik, a Furcsa mesék 1938. júliusi címlapján
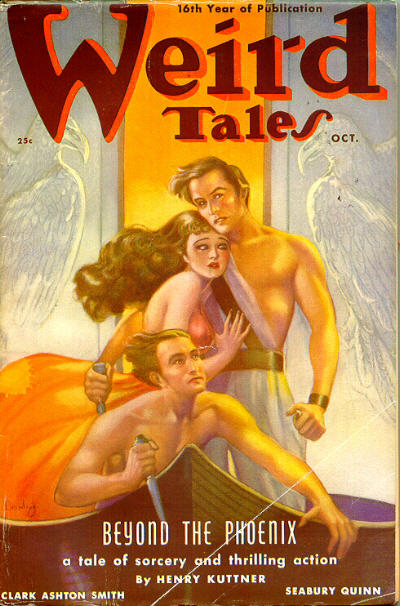
Egy másik „Elak-történet”, a Beyond the Phoenix az 1938. októberi Weird Tales-ben
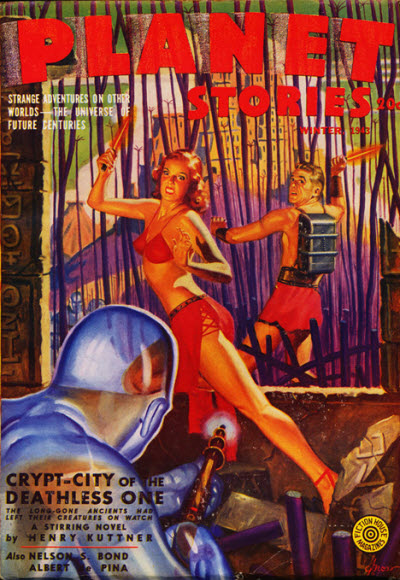
A Crypt-City of the Deathless One című novellája a Planet Stories 1943-as téli számában

### Filmek
- Guillermo del Toro: Rémségek tára – forgatókönyvíró (amerikai tévéfilmsorozat, 2022)
- Trilogy of Terror II – forgatókönyvíró (amerikai-kanadai horror, 1996)
- Időrés – író (amerikai sci-fi akciófilm, 1992)

### Magyarul megjelent művei
Magyarul csupán néhány novellája jelent meg.